# كريستينا سفيتشينسكايا
كريستينا فلاديميروفنا سفيتشينسكايا (الروسية: Кристина Владимировна Свечинская)، وُلدت في 16 فبراير، 1989 هي قرصانة ثرية للمال الروسي (شخص يقوم بتحويل الأموال المكتسبة بطريقة غير مشروعة (على سبيل المثال، المسروقة) شخصيًا، من خلال خدمة البريد، أو إلكترونيًا نيابة عن الآخرين.) أثناء دراستها في جامعة نيويورك، في عام 2010، اتهمت بمؤامرة للاحتيال على عدة بنوك بريطانية وأمريكية بمبالغ كبيرة واستخدام جوازات سفر مزورة. طبقًا للاتهامات، استخدمت سفيتشينسكايا حصان زيوس طروادة (برامج ضارة لبرامج حصان طروادة التي تعمل على إصدارات  لمهاجمة الآلاف من الحسابات المصرفية تابعة لمايكروسوفت) واقتحمت ما لا يقل عن خمسة حسابات في بنك أوف أميركا وواتشوفيا،  والتي تلقت مبلغ 35،000 دولار (22،000 جنيه إسترليني) من سرقة الأموال. ويقدر أنه مع تسعة أشخاص آخرين، كانت سفيتشينسكايا قد قامت باختزال 3 ملايين دولار في المجموع الكلي منهم. كانت سفيتشينسكايا قد أطلق عليها الإعلام «أكثر قرصنة الكمبيوتر إثارة في العالم» لعلامتها الغبية، لكن مظهرها غير الرسمي ومقارنة مع آنا تشابمان. يستند الفيلم الروسي القادم الروبوتات جزئيًا على قصة كريستينا سفيتشينسكايا.

## الحياة
تُجيد اللغة الإنجليزية، كانت سفيتشينسكايا في الأصل تدرس في جامعة ستافروبول. وفقًا لوالدة سفيتشينسكايا، بعد وفاة والد كريستينا كانت عائلتهم تعيش على راتب واحد فقط 000 روبل (400 دولار أمريكي في ذلك الوقت). في عامها الثالث، اختارت كريستينا برنامج العمل والسفر، وفي صيف 2010 وصلت إلى ماساتشوستس،  حيث بدأت العمل في فرع للوجبات السريعة. كانت الأرباح في ولاية ماساتشوستس صغيرة، وانتقلت إلى نيويورك حيث اختارت أن تعمل كقرضانة للأموال. عُرضت على سفيتشينسكايا  حصة 8-10 ٪ من الأموال التي تم جمعها. كان من المتوقع أن يتم الإعلان عن الحكم في يونيو 2011، ولكن بعد الاعتقال وقعت سفيتشينسكايا على سند شخصي وتم الإفراج عنها بكفالة بقيمة 25،000 دولار. في حالة الإدانة، كان بالإمكان سجن سفيتشينسكايا لمدة تصل إلى 40 عامًا. قد شمل هذا الاتهام مؤامرة (30 عاما وغرامة 1000000 $)، وجوازات السفر تهمة كاذبة (10 عاما وغرامة $ 250،000). في عام 2016، قدمت سفيتشينسكايا عرضًا تقديميًا من اليوتيوب لـ التدفق الذكي، تم تسويقه كمحرك أقراص فلاش USB آمن قائم على السحابة لتخزين قدر غير محدود من البيانات.
كانت سفيتشينسكايا لديها ملامح فكونتاكتي وفورمسبرنج، الآن على حد سواء متوفيين.